# Vojany
Vojany est un village de Slovaquie situé dans la région de Košice.

## Histoire
Première mention écrite du village en 1323.
La localité fut annexée par la Hongrie après le premier arbitrage de Vienne le 2 novembre 1938. En 1938, on comptait 715 habitants dont 47 d'origines juives. Elle faisait partie du district de Veľké Kapušany (hongrois : Nagykaposi járás). Le nom de la localité avant la Seconde Guerre mondiale était Vajany/Vaján. Durant la période 1938 - 1945, le nom hongrois Vaján était d'usage. À la libération, la commune a été réintégrée dans la Tchécoslovaquie reconstituée.

## Démographie

### Évolution de la population
| Année:               | 1994. | 2004.    | 2014.   | 2024.   |
| -------------------- | ----- | -------- | ------- | ------- |
| Nombre de personnes: | 714   | 825      | 881     | 950     |
| Différence:          |       | +15,54 % | +6,78 % | +7,83 % |

| Année:               | 2023. | 2024.   |
| -------------------- | ----- | ------- |
| Nombre de personnes: | 947   | 950     |
| Différence:          |       | +0,31 % |

## Économie
Une importante centrale électrique thermique est présente à proximité du village.

## Politique
| Nom           | Parti politique | Date de l'élection | Fin du mandat |
| ------------- | --------------- | ------------------ | ------------- |
| Štefan Czinke | SMK-MKP         | 02.12.2006         | Déc. 2010     |